# 夜叉族の一覧
夜叉族の一覧（List of Yakshas and Yakshinis）は仏教における夜叉、インド神話におけるヤクシャ及びヤクシニーの一覧である。ヤクシニーとはヤクシャ族の女性の事を指す。なお降三世夜叉明王は仏教では「夜叉」と名が付いているがインド神話ではアスラ神族のシュンバ・ニシュンバ兄弟王の事なので「アスラ」とみなす。

## 夜叉族一覧
- ●＝インド神話・仏教共に存在する夜叉
- 〇＝インド神話のみ存在するヤクシャ・ヤクシニー
- ◎＝仏教のみ存在する夜叉
- ▲＝ジャイナ教のみ存在するヤクシャ・ヤクシニー

### あ行
- アパスマーラ ●
- ヴェーターラ ●
- ヴァジュラパーニ ●

### か行
- 鬼子母神 ●
- 鳩槃荼 ●
- 宮比羅 ● – 神道では金毘羅大権現。十二神将の一。
- クベーラ ●-インド神話の夜叉王。仏教では毘沙門天
- 金剛薩埵 ◎
- 金剛夜叉明王◎

### さ行
- 十二神将 ● -インド神話のインドラ （因陀羅）や跋折羅などを含む
- 十六善神 ●
- 執金剛神 ●　-ギリシャ神話のヘラクレスが出自とされる
- 青面金剛 ●
- 深沙大将 ● – 道教では沙悟浄
- スンダ 〇
- 双身毘沙門天 ◎

### た行
- 大元帥明王 ●
- ターラカー 〇
- チャクレーシュヴァリー（Chakreshvari）▲
- 鎮将夜叉 ◎
- 刀八毘沙門天 ◎
- 兜跋毘沙門天 ◎
- 泥足毘沙門天 ◎

### な行
- ナラクーバラ ●　-道教では哪吒

### は行
- パーンチカ ●
- 毘沙門天 ● -インド神話では夜叉王クベーラ
- 毘沙門天二十八使者 ●
- プールナバドラ ●

### ま行
- マニバドラ ●

### や行
- ヤカ ●
- 四夜叉 ●◎ -烏摩勒伽のみ仏教独自の夜叉神